# Pasja św. Wojciecha męczennika
Pasja św. Wojciecha męczennika (łac. Pasio Sancti Adalperti martiris - inc. "Sanctus Adalpertus...", znana też jako Pasja z Tegernsee) – średniowieczny łaciński utwór hagiograficzny przedstawiający życie św. Wojciecha.
Utwór powstał w XI w., spisany prawdopodobnie w Niemczech przez członka zakonu benedyktynów. Odnaleziony został w bibliotece klasztornej w Tegernsee w Bawarii.
Tekst oparty jest na wcześniejszym utworze hagiograficznym poświęconym św. Wojciechowi (Pasji św. Wojciecha przypisywanej Brunonowi z Kwerfurtu lub żywocie sprzed 1038 pióra polskiego autora) i stanowi jego skrót. Niewielkie rozmiary dzieła wynikają z jego przeznaczenia - odczytywano je w chórze klasztornym w święto św. Wojciecha (23 kwietnia). Pasja zachowuje ślady pierwotnego podziału na części ukazujące najpierw życie świętego (vita), następnie męczeńską śmierć (passio) i cuda związane z doczesnymi szczątkami (miracula). Styl jest jednak skrótowy i lakoniczny. Rzadko pojawiają się bardziej rozbudowane stylistycznie fragmenty.
Pasja dokumentuje proces mitologizacji świętego. Pomijane są w niej wątki historyczno-dokumentarne, obecne we wcześniejszych żywotach, które mogłyby rzucić cień na osobę świętego (np. konflikt z rodakami). Postać Wojciecha nabiera cech idealnego wzoru świętego i męczennika.